# Kaleen (Stadtteil)
Kaleen ist ein Stadtteil des Bezirkes Belconnen der australischen Hauptstadt Canberra. Der Stadtteil mit der Postleitzahl 2617 wurde nach der Bezeichnung für Wasser in der Sprache der Wiradjuri-Aborigines benannt. Die meisten Straßen wurden nach australischen Flüssen benannt.

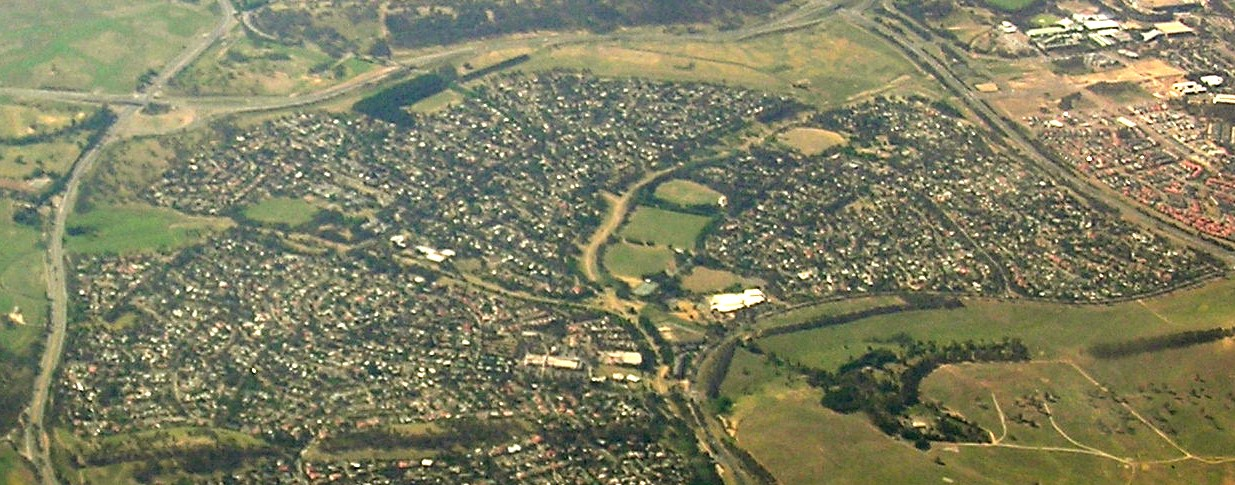
Luftaufnahme von Kaleen

Die benachbarten Vororte sind Lyneham, Giralang, Lawson und Bruce. Kaleen wird sowohl vom Baldwin Drive als auch vom Ginninderra Drive begrenzt. Es gibt mehrere Sportplätze, auf denen Sportarten wie Fußball, Cricket und Rugby gespielt werden. Recht ungewöhnlich für einen Stadtteil in Canberra ist die Tatsache, dass es gleich zwei kleine Einkaufszentren in Kaleen gibt, die beide an der Hauptstraße, der Maribyrnong Avenue, liegen. Darüber hinaus ist auch ein größeres Einkaufszentrum unweit der Grenze zu Giralang am Georgina Crescent, welches von drei Seiten von religiösen Bauwerken umgeben ist, darunter eine griechisch-orthodoxe, eine koptische und eine anglikanische Kirche, St. Simons Kaleen. Der Vorort hat auch zwei von der Regierung betriebene Grundschulen, Maribyrnong Primary School und Kaleen Primary School. Zudem gibt es die Kaleen High school am Baldwin Drive.
Wie in Canberra größtenteils der Fall, existiert ein Netzwerk von gut gepflegten Radwegen. Der wichtigste führt unter dem Ginninderra Drive hindurch und durch die Mitte des Stadtteils in Nord-Süd-Richtung zum benachbarten Stadtteil Giralang.